# Heinrich Donalies
Heinrich Donalies (* 1820; † 1886) war ein deutscher Richter in Preußen.

## Leben
Donalies studierte an der Albertus-Universität Königsberg Rechtswissenschaft. 1838 wurde er mit Wilhelm Jordan im Corps Littuania aktiv. Nach den Examen trat er in die Rechtspflege Preußens. Als Oberlandesgerichtsassessor beim Appellationsgericht in Insterburg kam er an das Land- und Stadtgericht zu Angerburg. Nach einem Jahr als Kammergerichtsrat wurde er 1867 Vizepräsident des Appellationsgerichts in Ratibor. In gleicher Funktion war er 1875/76 am Appellationsgericht in Breslau. Nach einem Jahr als Vizepräsident des Oberlandesgerichts Breslau wurde er 1880 zum Senatspräsidenten am Kammergericht in Berlin ernannt. Er starb mit 66 Jahren im Amt.

## Ehrungen
- Charakter als Geheimer Oberjustizrat[5]